# Iringal
Iringal es una ciudad censal situada en el distrito de Kozhikode en el estado de Kerala (India). Su población es de 25894 habitantes (2011). Se encuentra a 42 km de Kozhikode.

## Demografía
Según el censo de 2011 la población de Iringal era de 25894 habitantes, de los cuales 12139 eran hombres y 13755 eran mujeres. Iringal tiene una tasa media de alfabetización del 94,29%, superior a la media estatal del 94%: la alfabetización masculina es del 97,08%, y la alfabetización femenina del 91,88%.